# Латив
Лативний відмінок (скорочено lat) — відмінок на позначення руху до якогось місця. Відповідає на питання «до чого?», «у що?». Лативний відмінок належить до групи відмінків, пов'язаних із місцеперебуванням, разом із місцевим та аблативним відмінком. Назва відмінка походить від латинського lat-, четвертої головної частини[уточнити переклад] слова ferre, «приносити, нести».
Лативний відмінок властивий уральським мовам, він існував у прауральській мові. Вона досі існує у багатьох з уральських мовах: у фінській, ерзя, мокшанській, лукомарійській.
Також зустрічається у дідойських мовах: цезькій, бежтинській, хваршинській, також у картвельських мовах (у лазській).

## Фінська
У фінській, лативний відмінок вважається застарілим. Він досі використовується з деякими прислівниками: alas, alemmas, «знизу, нижче», kauas, kauemmas «(переміщуватись) геть, ще далі», pois «(іти) звідкись», та rannemmas «до берега, ближче до берега» (Від 'ranta' — берег). Зазвичай, закінчення лативного відмінку — -s.
У сучасній фінській, цей відмінок було замінено складнішою системою місцевих відмінків та енклітик; Оригінальна -s об'єдналась з закінченням іншого лативного чи місцевого відмінка, та перетворилась на сучасні інесивне, елативне, ілативне і транслативне закінчення.

## Лукомарійська
У лукомарійській мові, латив використовується рідше, ніж ілатив. Ілатив може вільно використовуватись разом із дієсловами на позначення руху до чогось, а латив обмежений меншою кількістю дієслів, з якою він вживається. Наприклад: кодаш «лишатись», шинчаш «сідати», шочаш «народжуватись», сакаш «вішати», пышташ «класти, поміщати», кушкаш «рости». З багатьма дієсловами, можна використовувати що ілатив, що латив. Деякі з вказаних дієслів, «шочаш», «кушкаш», не позначають рух до якогось місця.
Ковам
kova-m
бабуся-POSS.1SG
Тойметсола
Tojmetsola
Тойметсола
ялеш
jal-eš
село-LAT
кресаньык
kresan’õk
селянська
ешеш
ješ-eš
родина-LAT
шочын.
šoč-õn
народитись-PST
"Моя бабуся народилась у селі Тойметсола у селянській родині."
Сумкатым
sumka-t-õm
сумка-POSS.2SG-ACC
пӱкенеш
püken-eš
стілець-LAT
пыште
põšte
класти.IMP
да
da
та
диванеш
divan-eš
диван-LAT
шич.
šič
сісти.IMP
"Поклади свою сумку на стілець та сідай на диван."
Латив у лукомарійській може мати й додаткові функції. Він може позначати причину чи обставини якоїсь дії:
Йоча-влак
joča-vlak
дитина-PL
йӱреш
jür-eš
дощ-LAT
нӧреныт.
nör-en-õt
промокнути-PST-3PL
"Дитина промокла під дощем."
Іменник у лативі може описувати період часу, протягом якого якась дія здійснюється (більше одного разу):
Тый
tõj
ти.SG
кечеш
keč-eš
день-LAT
мыняр
mõn’ar
скільки
гана
gana
раз
кочкат?
kočk-at?
їсти-2SG
"Скільки разів на день ти їси?"
Іменник у лативі може позначати, ким вважають та як бачать когось:
Ивук
Ivuk
Івук
пийжым
pij-ž-õm
пес-POSS.3SG-ACC
эн
en
найбільш
сай
saj
хороший
йолташеш
joltaš-eš
друг-LAT
шотла.
šotl-a
вважати-3SG
"Івук вважає свого пса найкращим другом."
Іменник у лативі може описувати передачу, переміщення, зміну чогось.
Йошкар-Олашке
Joškar-Ola-ške
Йошкар-Ола-ILL
автобусеш
avtobus-eš
автобус-LAT
толынна.
tol-õn-na
прибути-PST-1PL
"Ми прибули до Йошкар-Оли автобусом."
Тулеш
tul-eš
вогонь-LAT
кӱктымӧ
kükt-õmö
пекти-PASS
пареҥге
pareŋge
картопля
пеш
peš
дуже
тамле.
tamle
смачно
"Приготована на вогні картопля дуже смачна."

## Цезька
У нахсько-дагестанських мовах, зокрема цезькій, латив може виконувати функції давального відмінка та позначати ціль якоїсь дії, чи отримувача. Деякі лінгвісти вважають ці два відмінки різними у цих мовах, але суфікси цих відмінків ідентичні. Інші лінгвісти вказують їх окремо виключно заради розрізнення синтаксичних відмінків від місцевого. Приклад використання із дитранзитивним дієсловом «показувати» (дослівно «змушувати бачити»):
Кидбā
kidb-ā
дівчинка:OBL-ERG
ужихъор
uži-qo-r
хлопчик-POSS-DAT/LAT
кIетIу
kʼetʼu
кіт:[III]:ABS
биквархо.
b-ikʷa-r-xo
III-бачити-CAUS-PRES
"Дівчинка показує хлопчику кота."
Датив/латив також використовується на позначення належності, як у прикладі нижче, через відсутність дієслова «мати»:
Кидбехъор
kidbe-qo-r
дівчинка:OBL-POSS-DAT/LAT
кIетIу
kʼetʼu
кіт:ABS
зовси.
zow-si
бути:PST-PST
"У дівчинки був кіт."
Датив/латив зазвичай вживається, як у прикладах вище, разом з іншим суфіксом як посесивно-лативний відмінок. Цю форму не варто вважати окремим відмінком, бо багато форм місцевого відмінка будуються подібним аналітичним чином. Вони насправді теж є комбінаціями двох відмінкових суфіксів.
Дієслова відчуттів чи емоцій («бачити», «знати», «кохати», «знати») теж потребують, аби підмет, що здійснює дію, був у дативному/лативному відмінку. Це приклад «чистого» дативного/лативного відмінку, без посесивного суфіксу.
ГIалир
ʻAli-r
Алі-DAT/LAT
ПатIи
Patʼi
Фатіми:[II]:ABS
йетих.
y-eti-x
II-любов-PRES
"Алі кохає Фатіму."